# Direttorio
Il Direttorio fu l'organo politico-istituzionale posto al vertice delle istituzioni francesi nell'ultima parte della Rivoluzione francese, istituito come potere esecutivo dalla Costituzione dell'anno III (22 agosto 1795).
Da esso ha preso nome la forma di governo direttoriale che fu la forma adottata da tutte le "repubbliche sorelle" e che oggigiorno è la forma di governo della Svizzera e dei cantoni membri della Confederazione elvetica.

## Origini e forma
Il Direttorio era un'assemblea composta da 5 membri che fungevano come da capo del governo. Dal Direttorio dipendevano sette ministri che non potevano riunirsi in consiglio ed avevano un ruolo esclusivamente esecutivo e di fatto subordinato ai direttori che avevano il potere deliberativo. Coloro che idearono il Direttorio si posero l'obiettivo di evitare altre derive autoritarie e assolutistiche, come quella di Robespierre, da parte dell'esecutivo.
La costituzione promulgata nell'agosto del 1795 fu redatta sulla base di una rigida applicazione del principio della separazione dei poteri, così rigida che tale rigidità causò una paralisi politica, rendendo i colpi di Stato spesso efficaci nel loro intento. In questa forma il governo direttoriale tradisce maggiormente la propria somiglianza con il sistema presidenziale, nel quale, appunto, il Presidente si avvale della collaborazione di ministri da lui nominati.
I membri del direttorio erano nominati da uno dei due organi legislativi: il Consiglio degli Anziani, sulla base di una lista decupla presentata dall'altra assemblea legislativa, il Consiglio dei Cinquecento, che votava le leggi. La preoccupazione di evitare un nuovo accentramento dei poteri fu tale che la costituzione prevedeva che la composizione del Direttorio potesse cambiare per un quinto ogni anno. Al Direttorio fu rimosso il comando delle forze armate e l'iniziativa legislativa; non aveva diritto di veto sulle leggi votate né poteva sciogliere le due assemblee legislative. Comunque ogni Direttore manteneva rapporti con le camere legislative tramite i suoi parlamentari di riferimento vicini della stessa idea politica.

Paul Barras con la divisa ufficiale da "Direttore"; fu l'unico a rimanere in carica per tutto il periodo direttoriale

Ai direttori erano date una serie di prerogative simboliche volte ad accrescerne l'autorità: alloggiavano nello stesso edificio, nell'esercizio delle loro funzioni dovevano sempre comparire con l'abito che li contraddistingueva (una sorta di alta uniforme militare, compresa di parrucca, mantello, spada cerimoniale e un peculiare cappello piumato, in cui le piume formavano il tricolore repubblicano), godevano di un trattamento superiore a quello di ogni altro funzionario pubblico, avevano la preminenza nelle cerimonie e nei cortei pubblici dove dovevano essere sempre accompagnati dalla loro guardia particolare formata da 120 uomini a piedi e altrettanti a cavallo.

## Politica del Direttorio
Economicamente venne perseguita una politica liberale e politicamente anti-monarchica (in seguito all'insurrezione realista del 1795 e allo sbarco a Quiberon in Vandea) e anti-montagnarda, continuando la repressione delle ali estreme cominciata nel periodo termidoriano e le guerre rivoluzionarie francesi. Fu garantita la libertà di parola come nel periodo 1789–1792.
Il Direttorio mantenne un atteggiamento religioso di stampo anticlericale moderato, ma la Francia, stato aconfessionale, continuò a non avere rapporti diplomatici con lo Stato della Chiesa e la Chiesa cattolica dopo la vicenda dell'omicidio di Ugo di Basseville a Roma nel 1793, fino al concordato di Napoleone nel 1801. L'anticlericalismo toccò l'apice con la deportazione e la morte in Francia di papa Pio VI. La libertà di culto e la Costituzione civile del clero rimasero in vigore grazie anche alle accademie sopravvissute degli idéologues, gli eredi diretti dei philosophes dell'illuminismo. Per un periodo tornò a diffondersi il culto dell'Essere Supremo deista nella forma della teofilantropia, ma il cattolicesimo costituzionale nel popolo, e l'ateismo o l'agnosticismo nell'élite e negli intellettuali rimasero predominanti. L'idea della scristianizzazione della Francia venne abbandonata, seppur rimase in vigore il calendario rivoluzionario francese. Per combattere nuovamente la diffusione del cattolicesimo, il Direttorio finanziò la stampa e la diffusione nei dipartimenti di libelli antireligiosi come il testo del barone d'Holbach La Contagion sacrée ou Histoire naturelle de la superstition.

## Componenti del Direttorio
| Centro (Termidoriani) Centro-destra (Club di Clichy) Sinistra (Montagnardi) Altri (Marais) | Centro (Termidoriani) Centro-destra (Club di Clichy) Sinistra (Montagnardi) Altri (Marais) | Centro (Termidoriani) Centro-destra (Club di Clichy) Sinistra (Montagnardi) Altri (Marais) | Centro (Termidoriani) Centro-destra (Club di Clichy) Sinistra (Montagnardi) Altri (Marais) | Centro (Termidoriani) Centro-destra (Club di Clichy) Sinistra (Montagnardi) Altri (Marais) | Centro (Termidoriani) Centro-destra (Club di Clichy) Sinistra (Montagnardi) Altri (Marais) | Centro (Termidoriani) Centro-destra (Club di Clichy) Sinistra (Montagnardi) Altri (Marais) | Centro (Termidoriani) Centro-destra (Club di Clichy) Sinistra (Montagnardi) Altri (Marais) | Centro (Termidoriani) Centro-destra (Club di Clichy) Sinistra (Montagnardi) Altri (Marais) | Centro (Termidoriani) Centro-destra (Club di Clichy) Sinistra (Montagnardi) Altri (Marais) |
| ------------------------------------------------------------------------------------------ | ------------------------------------------------------------------------------------------ | ------------------------------------------------------------------------------------------ | ------------------------------------------------------------------------------------------ | ------------------------------------------------------------------------------------------ | ------------------------------------------------------------------------------------------ | ------------------------------------------------------------------------------------------ | ------------------------------------------------------------------------------------------ | ------------------------------------------------------------------------------------------ | ------------------------------------------------------------------------------------------ |
|                                                                                            | Paul Barras 2 novembre 1795 9 novembre 1799                                                |                                                                                            | Louis-Marie de La Révellière-Lépeaux 2 novembre 1795 18 giugno 1799                        |                                                                                            | Jean-François Reubell 2 novembre 1795 16 maggio 1799                                       |                                                                                            | Lazare Carnot 2 novembre 1795 4 settembre 1797                                             |                                                                                            | Étienne-François-Louis-Honoré Letourneur 2 novembre 1795 20 maggio 1797                    |
|                                                                                            | Paul Barras 2 novembre 1795 9 novembre 1799                                                | François de Barthélemy 20 maggio 1797 4 settembre 1797                                     | Louis-Marie de La Révellière-Lépeaux 2 novembre 1795 18 giugno 1799                        |                                                                                            | Jean-François Reubell 2 novembre 1795 16 maggio 1799                                       |                                                                                            | Lazare Carnot 2 novembre 1795 4 settembre 1797                                             |                                                                                            |                                                                                            |
|                                                                                            | Paul Barras 2 novembre 1795 9 novembre 1799                                                | Philippe-Antoine Merlin de Douai 4 settembre 1797 18 giugno 1799                           | Louis-Marie de La Révellière-Lépeaux 2 novembre 1795 18 giugno 1799                        |                                                                                            | Jean-François Reubell 2 novembre 1795 16 maggio 1799                                       | François de Neufchâteau 4 settembre 1797 15 maggio 1798                                    |                                                                                            |                                                                                            |                                                                                            |
|                                                                                            | Paul Barras 2 novembre 1795 9 novembre 1799                                                | Philippe-Antoine Merlin de Douai 4 settembre 1797 18 giugno 1799                           | Louis-Marie de La Révellière-Lépeaux 2 novembre 1795 18 giugno 1799                        | Jean Baptiste Treilhard 15 maggio 1798 17 giugno 1799                                      | Jean-François Reubell 2 novembre 1795 16 maggio 1799                                       |                                                                                            |                                                                                            |                                                                                            |                                                                                            |
|                                                                                            | Paul Barras 2 novembre 1795 9 novembre 1799                                                | Philippe-Antoine Merlin de Douai 4 settembre 1797 18 giugno 1799                           | Louis-Marie de La Révellière-Lépeaux 2 novembre 1795 18 giugno 1799                        | Emmanuel Joseph Sieyès 16 maggio 1799 9 novembre 1799                                      |                                                                                            |                                                                                            |                                                                                            |                                                                                            |                                                                                            |
|                                                                                            | Paul Barras 2 novembre 1795 9 novembre 1799                                                | Jean-François Moulin 18 giugno 1799 10 novembre 1799                                       | Louis-Marie de La Révellière-Lépeaux 2 novembre 1795 18 giugno 1799                        |                                                                                            |                                                                                            |                                                                                            |                                                                                            |                                                                                            |                                                                                            |
|                                                                                            | Paul Barras 2 novembre 1795 9 novembre 1799                                                | Roger Ducos 18 giugno 1799 9 novembre 1799                                                 |                                                                                            | Louis Gohier 17 giugno 1799 10 novembre 1799                                               |                                                                                            |                                                                                            |                                                                                            |                                                                                            |                                                                                            |

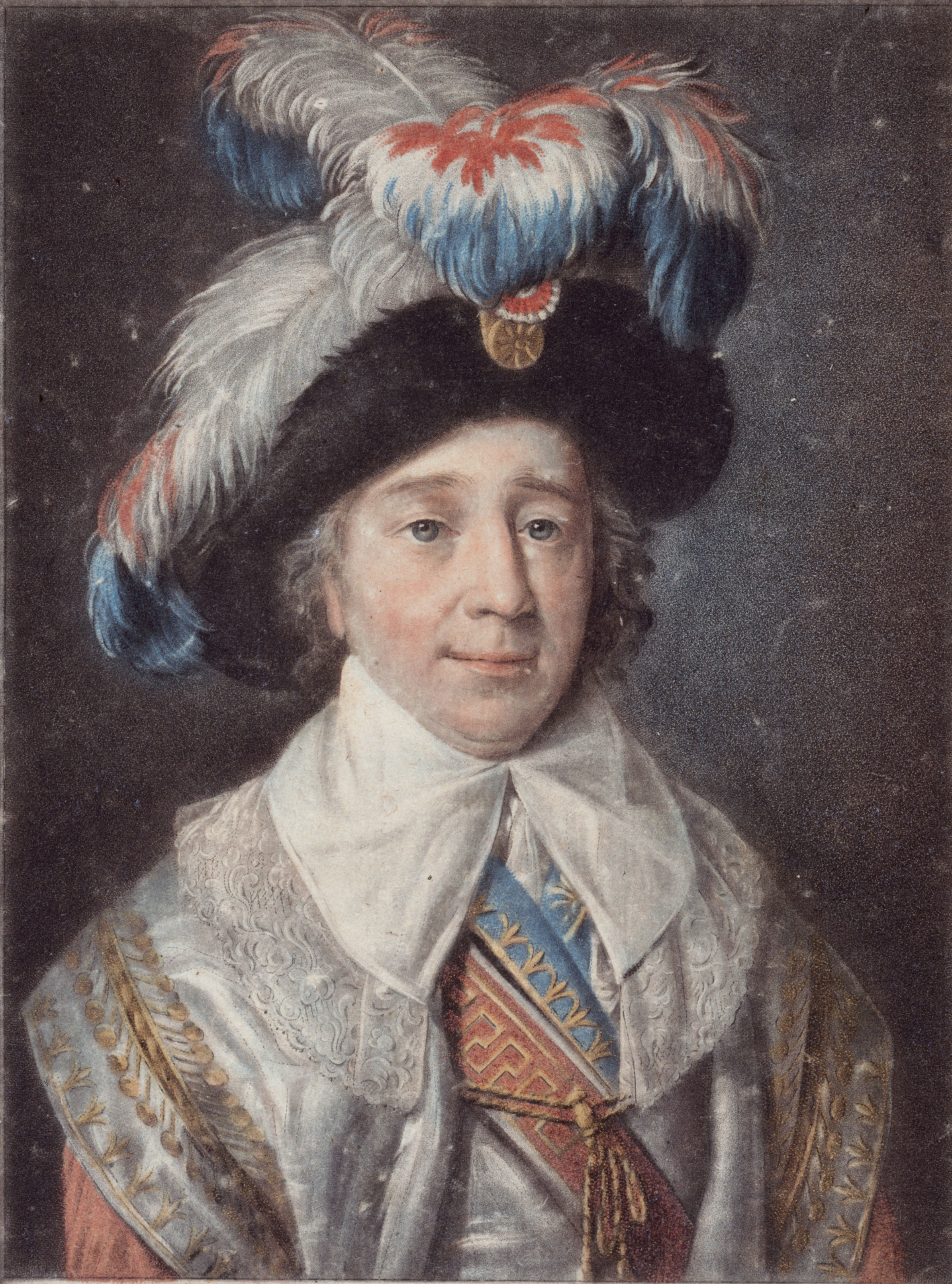
Paul Barras
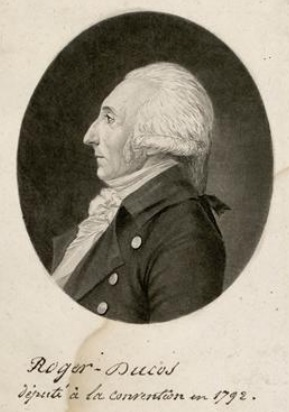
Roger Ducos
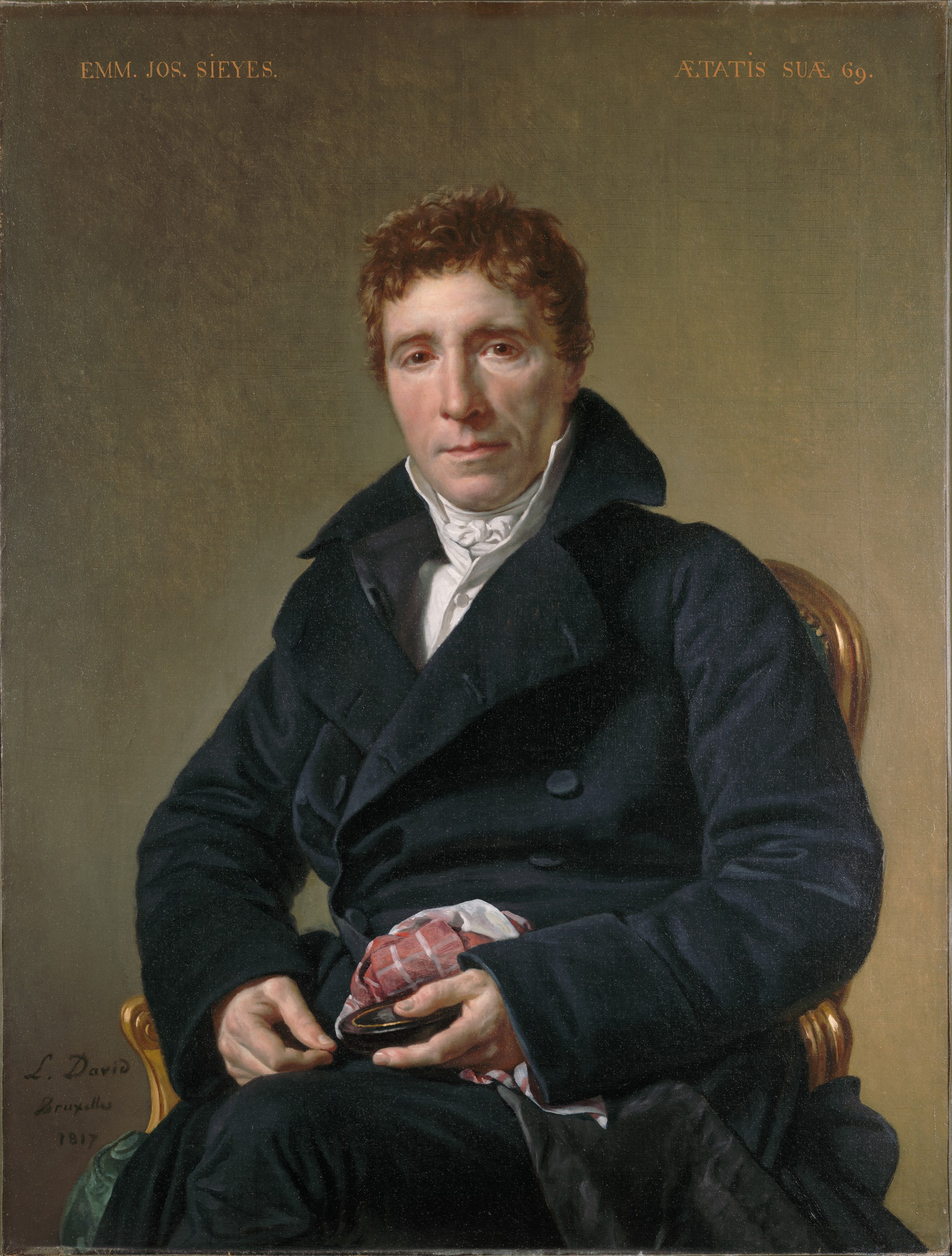
Emmanuel Joseph Sieyès
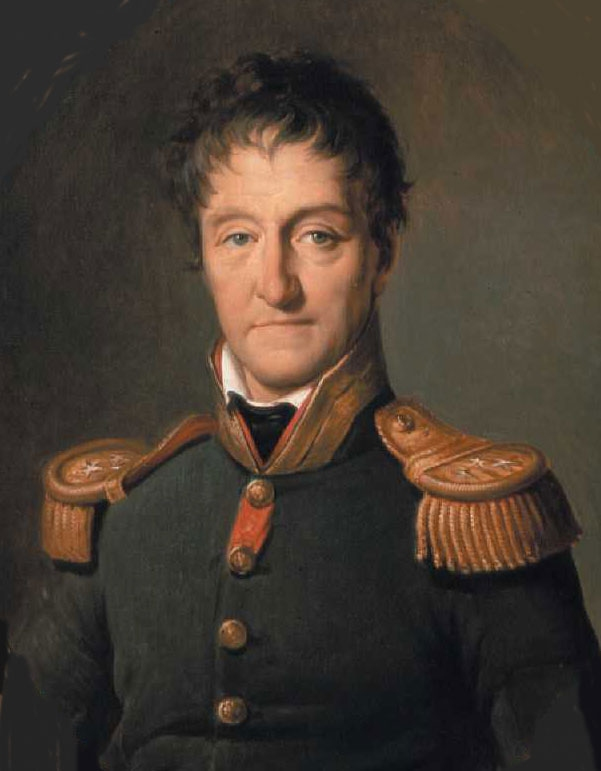
Lazare Carnot

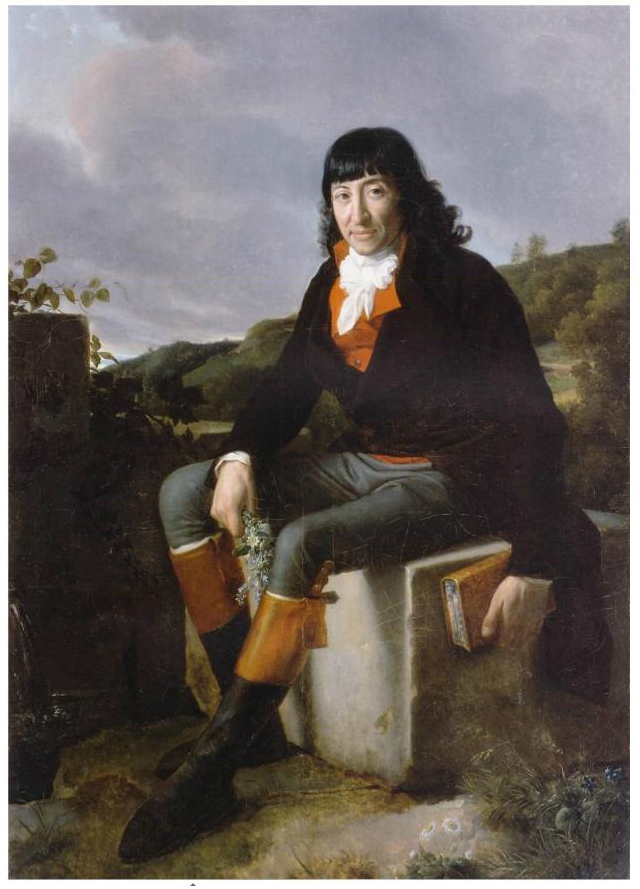
Louis-Marie de La Révellière-Lépeaux
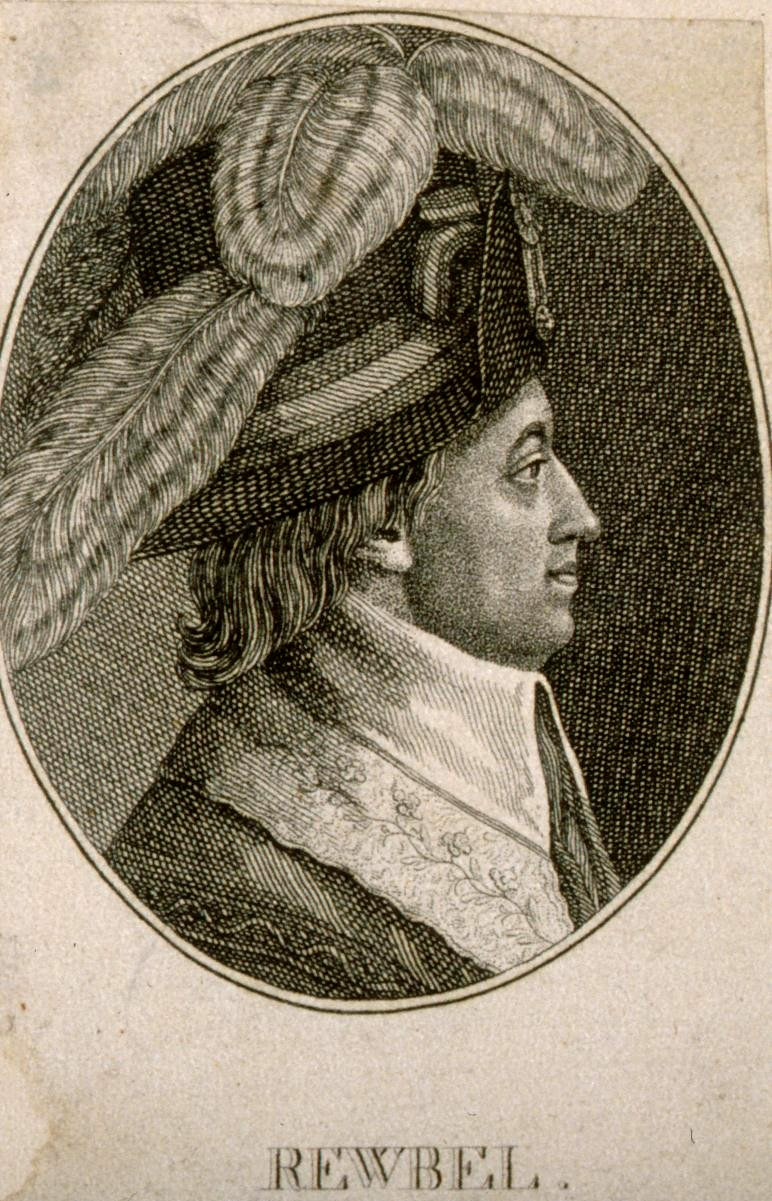
Jean-François Reubell
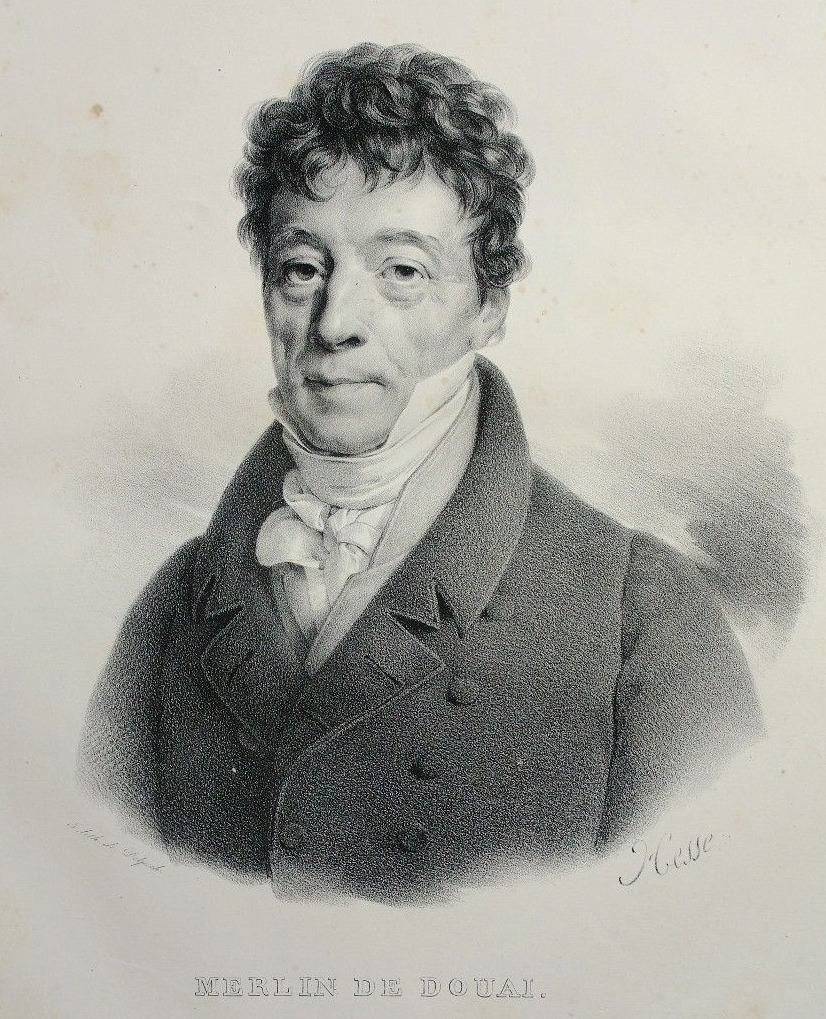
Philippe-Antoine Merlin de Douai
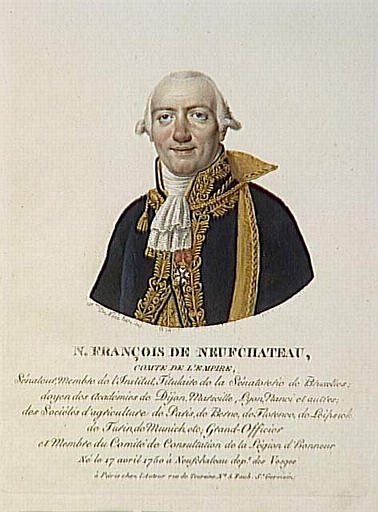
Nicolas-Louis François de Neufchâteau

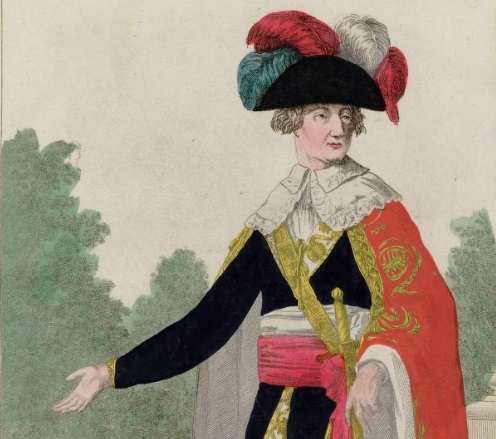
Jean-François Moulin
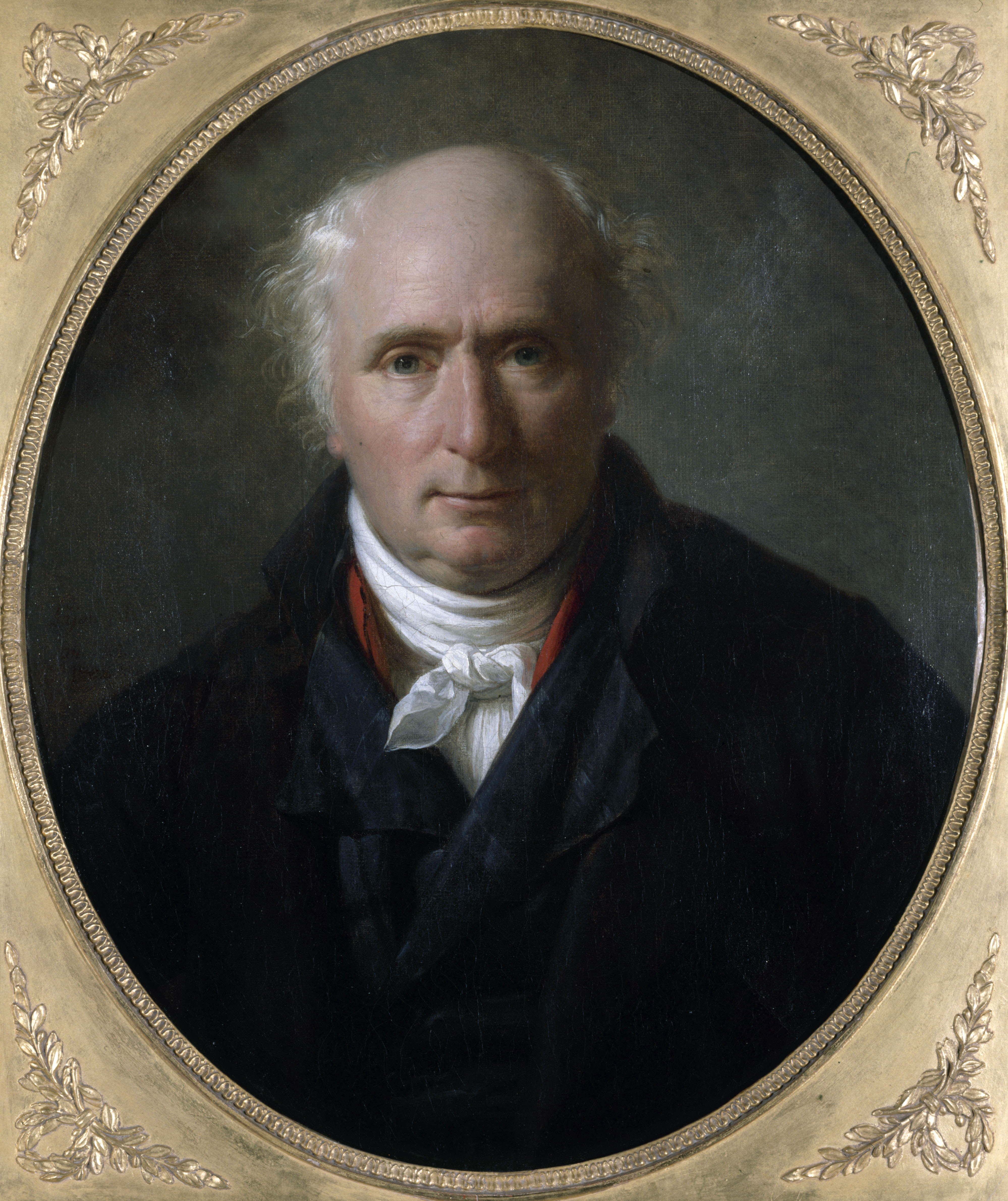
Louis Gohier
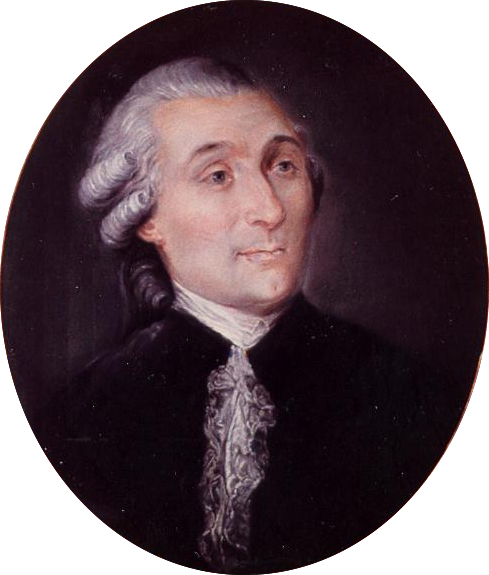
Jean-Baptiste Treilhard
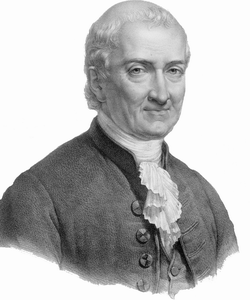
François de Barthélemy
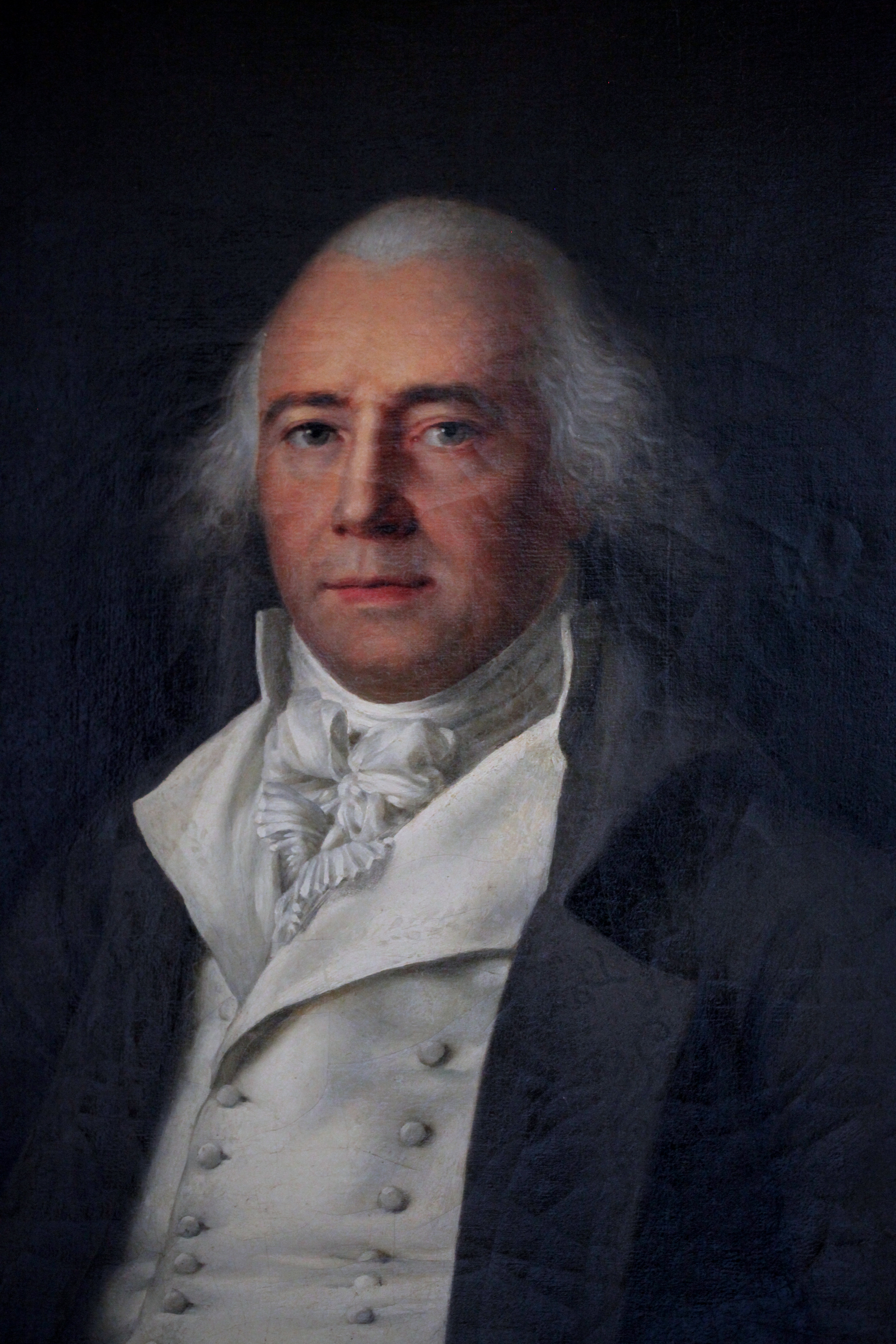
Étienne-François-Louis-Honoré Letourneur

## Ministri del Direttorio
| Ministri                              | Ministri | Ministri                                         | Ministri                                | Ministri                        | Ministri |
| Segretariato                          | Titolare | Titolare                                         | Titolare                                | Partito                         |          |
| ------------------------------------- | -------- | ------------------------------------------------ | --------------------------------------- | ------------------------------- | -------- |
| Ministro degli affari esteri          |          | Charles-François Delacroix                       | fino al 15 luglio 1797                  | Termidoriani                    |          |
| Ministro degli affari esteri          |          | Charles-Maurice de Talleyrand-Périgord           | dal 15 luglio 1797 al 20 luglio 1799    | Marais (Pianura)                |          |
| Ministro degli affari esteri          |          | Charles-Frédéric Reinhard                        | dal 20 luglio 1799                      | Marais                          |          |
| Ministro degli affari interni         |          | Pierre Bénézech                                  | fino al 15 luglio 1797                  | Marais                          |          |
| Ministro degli affari interni         |          | François de Neufchâteau                          | dal 15 luglio al 13 settembre 1797      | Marais                          |          |
| Ministro degli affari interni         |          | François Sébastien Letourneux                    | dal 13 settembre 1797 al 17 giugno 1798 | Termidoriani                    |          |
| Ministro degli affari interni         |          | François de Neufchâteau                          | dal 17 giugno 1798 al 22 giugno 1799    | Marais                          |          |
| Ministro degli affari interni         |          | Nicolas Marie Quinette                           | dal 22 giugno 1799                      | Termidoriani                    |          |
| Ministro della Giustizia              |          | Philippe-Antoine Merlin de Douai                 | fino al 5 gennaio 1796                  | Termidoriani                    |          |
| Ministro della Giustizia              |          | Jean-Joseph-Victor Genissieu                     | dal 5 gennaio al 4 aprile 1796          | Termidoriani                    |          |
| Ministro della Giustizia              |          | Philippe-Antoine Merlin de Douai                 | dal 4 aprile 1796 al 24 settembre 1797  | Termidoriani                    |          |
| Ministro della Giustizia              |          | Charles Lambrechts                               | dal 24 settembre 1797 al 20 luglio 1799 | Marais                          |          |
| Ministro della Giustizia              |          | Jean-Jacques Régis de Cambacérès                 | dal 20 luglio 1799                      | Termidoriani                    |          |
| Ministro della guerra                 |          | Jean-Baptiste Annibal Aubert du Bayet            | fino all'8 febbraio 1796                | Marais                          |          |
| Ministro della guerra                 |          | Claude-Louis Petiet                              | dall'8 febbraio 1796 al 15 luglio 1797  | Marais                          |          |
| Ministro della guerra                 |          | Lazare Hoche                                     | dal 15 luglio al 22 luglio 1797         | Marais                          |          |
| Ministro della guerra                 |          | Barthélemy Louis Joseph Scherer                  | dal 22 luglio 1797 al 21 febbraio 1799  | Termidoriani                    |          |
| Ministro della guerra                 |          | Louis Marie de Milet-Mureau                      | dal 21 febbraio al 2 luglio 1799        | Marais                          |          |
| Ministro della guerra                 |          | Jean-Baptiste Jules Bernadotte                   | dal 2 luglio al 14 settembre 1799       | Club del Maneggio - Montagnardi |          |
| Ministro della guerra                 |          | Edmond-Louis-Alexis Dubois de Crancé             | dal 14 settembre 1799                   | Termidoriani                    |          |
| Ministro della marina e delle colonie |          | Laurent Truguet                                  | fino al 15 luglio 1797                  | Marais                          |          |
| Ministro della marina e delle colonie |          | Georges-René Pléville Le Pelley                  | dal 15 luglio 1797 al 27 aprile 1798    | Termidoriani                    |          |
| Ministro della marina e delle colonie |          | Étienne Eustache Bruix                           | dal 27 aprile 1798 al 2 luglio 1799     | Marais                          |          |
| Ministro della marina e delle colonie |          | Marc-Antoine Bourdon de Vatry                    | dal 2 luglio 1799                       | Marais                          |          |
| Ministro delle finanze                |          | Guillaume-Charles Faipoult                       | fino al 14 febbraio 1796                | Marais                          |          |
| Ministro delle finanze                |          | Dominique-Vincent Ramel-Nogaret                  | dal 14 febbraio 1796 al 20 luglio 1799  | Termidoriani                    |          |
| Ministro delle finanze                |          | Robert Lindet                                    | dal 20 luglio 1799                      | Club del Maneggio - Montagnardi |          |
| Ministro della polizia                |          | Philippe-Antoine Merlin de Douai                 | fino al 4 aprile 1796                   | Termidoriani                    |          |
| Ministro della polizia                |          | Charles Cochon de Lapparent                      | dal 4 aprile 1796 al 15 luglio 1797     | Termidoriani                    |          |
| Ministro della polizia                |          | Jean-Jacques Lenoir-Laroche                      | dal 15 al 25 luglio 1797                | Marais                          |          |
| Ministro della polizia                |          | Pierre Jean-Marie Sotin de La Coindière          | dal 25 luglio 1797 al 13 febbraio 1798  | Termidoriani                    |          |
| Ministro della polizia                |          | Nicolas Dondeau                                  | dal 13 febbraio al 16 maggio 1798       | Termidoriani                    |          |
| Ministro della polizia                |          | Marie Jean François Philibert Le Carlier d'Ardon | dal 16 maggio al 29 ottobre 1798        | Club del Maneggio - Montagnardi |          |
| Ministro della polizia                |          | Jean-Pierre Duval                                | dal 29 ottobre 1798 al 23 giugno 1799   | Marais                          |          |
| Ministro della polizia                |          | Claude Sébastien Bourguignon                     | dal 23 giugno al 20 luglio 1799         | Termidoriani                    |          |
| Ministro della polizia                |          | Joseph Fouché                                    | dal 20 luglio 1799                      | Indipendente                    |          |

## Moda e stile di vita
Come era accaduto durante il periodo termidoriano tra il 28 luglio 1794 e la fine del 1795, anche durante il quadriennio del Direttorio si verificò un periodo di rilassamento dei costumi, soprattutto a Parigi. Si verificarono la riapertura di salotti (tra cui quello del directeur Barras e dell'amante Teresa Tallien) e di sale da ballo, nuove mode nel vestiario e si diffuse un gusto neoclassico meno aspro (preludio allo stile Impero), come reazioni al severo periodo giacobino e al Regime del Terrore, con accenni agli ultimi anni dello stile Luigi XVI e dello stile Maria Antonietta.

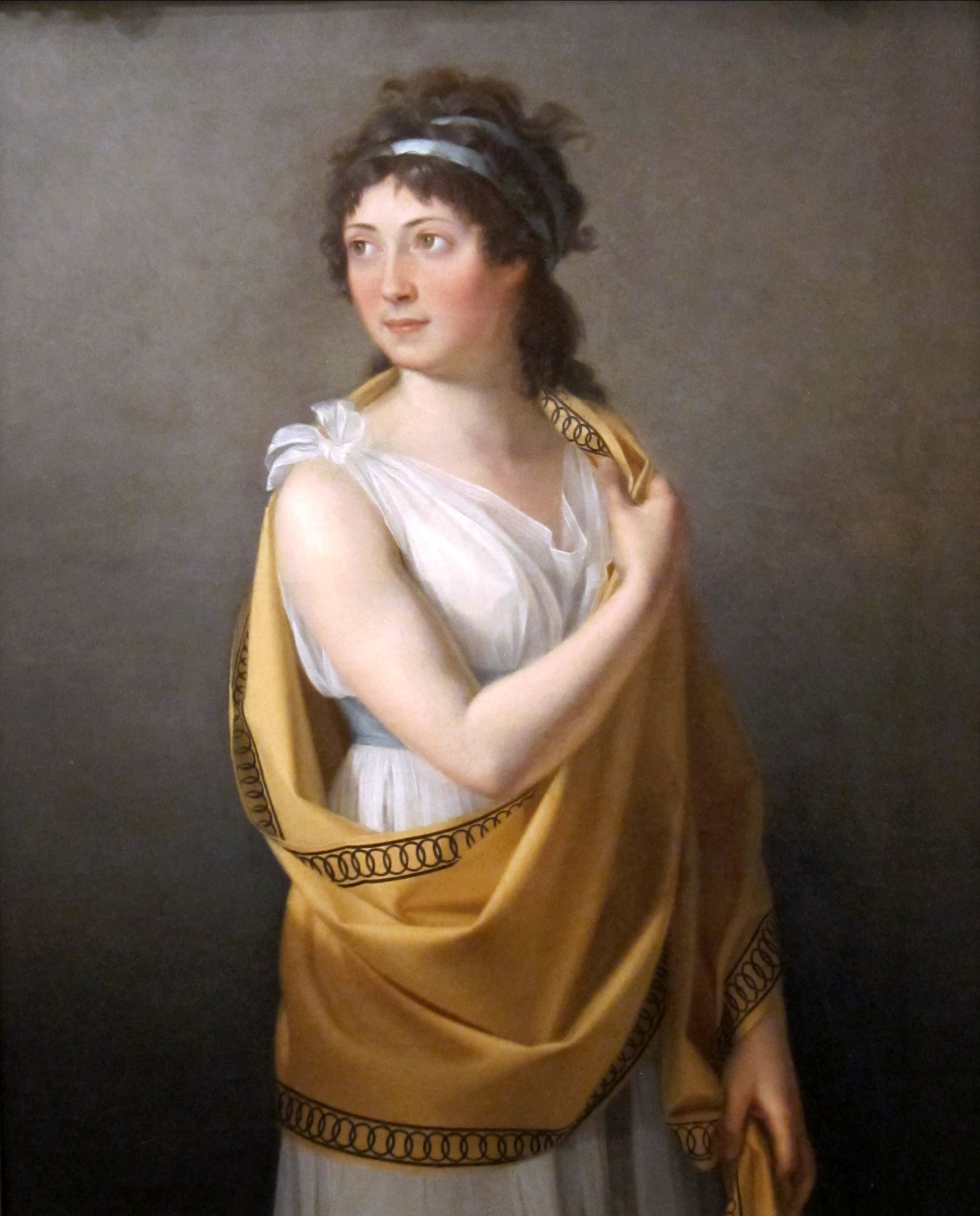
Donna abbigliata secondo la moda durante il periodo del Direttorio

I cittadini soffrirono a causa di una povertà economica generata dall'inflazione dell'assegnato e il freddo degli inverni particolarmente rigidi, al contrario la borghesia iniziò a vivere in maniera più dispendiosa: i magazzini traboccavano di merci e spesso i più ricchi incominciarono a riempire il posto lasciato dai nobili che o erano morti o erano fuggiti in altri paesi.
Pur essendo diffusi il matrimonio civile e il divorzio, così come in epoca rivoluzionaria molti convivevano apertamente senza essere sposati e si diffusero costumi privati libertini precedenti al 1792, in contrasto con la sobrietà pubblica.
Queste mode, specialmente il vestiario, assieme alle idee rivoluzionarie furono esportate in Europa insieme alle prime conquiste di Napoleone.

## Valutazione storica
Alcuni storici in passato, come Jules Michelet, escludevano il periodo direttoriale dalla Rivoluzione francese, considerata conclusa con la caduta di Robespierre o la fine della Convenzione termidoriana, e ritenevano il Direttorio una semplice fase intermedia tra il periodo rivoluzionario e l'età napoleonica. Fu però il Direttorio a mettere in pratica una moderata esportazione della rivoluzione, grazie alle guerre rivoluzionarie che continuarono. Napoleone dichiarò conclusa la rivoluzione nel 1799 e i contemporanei non ritenevano le due fasi separate.
Nel XX secolo Georges Clemenceau affermò che «la Rivoluzione francese è un unico blocco, da cui non si può sottrarre nulla, perché la verità storica non lo permette», non potendo eliminare dalla sua eredità né il Direttorio né il giacobinismo del '93, come si diceva durante i primi anni della Terza Repubblica francese per marcare la differenza tra la Repubblica e la Comune di Parigi sovversiva. La storiografia marxista, come ad esempio Albert Mathiez considerò il Direttorio come un periodo "reazionario" e controrivoluzionario moderato, caratterizzato dalla risposta che la borghesia diede all'agire politico dei sanculotti sconfitti nel 1795. Oggi gli storici considerano, in maggioranza, il Direttorio come parte dell'epoca rivoluzionaria.
La pacificazione dell'ovest e la fine della prima coalizione permisero di redigere una nuova costituzione; per la prima volta in Francia il potere legislativo fu affidato a un Parlamento bicamerale, composto da un Consiglio dei Cinquecento, formato da 500 membri e da un Consiglio degli Anziani di 250 membri (Art. 82). Il potere esecutivo venne affidato a un Direttorio di cinque persone nominate dal Consiglio degli Anziani su una lista fornita dal Consiglio dei Cinquecento; i ministri e i cinque direttori non erano responsabili davanti alle assemblee ma essi non potevano più scioglierle; infine, il suffragio universale maschile fu sostituito da un suffragio censitario. Tale sistema di governo dimostrò subito i suoi limiti: infatti, come nella costituzione francese del 1791, mancava una procedura per la soluzione dei conflitti istituzionali; il principale leader fu il termidoriano Barras, ma dei cinque membri del direttorio, solo uno, Lazare Carnot era dotato di carisma e autorevolezza, inoltre, mancando di una solida base di appoggio popolare, fu contestato tanto dai sostenitori del Terrore quanto dai Realisti; in sintesi, secondo Brown, fu un periodo caratterizzato da "violenza cronica, ambivalenti forme di giustizia, ricorso ripetuto alla spietata repressione del dissenso", come il periodo termidoriano del Terrore bianco e delle tre insurrezioni represse, seppur in forma meno palese e disordinata, la guerra e una serie continua di prove di forza come colpi di Stato, e la dura repressione della congiura degli Eguali.

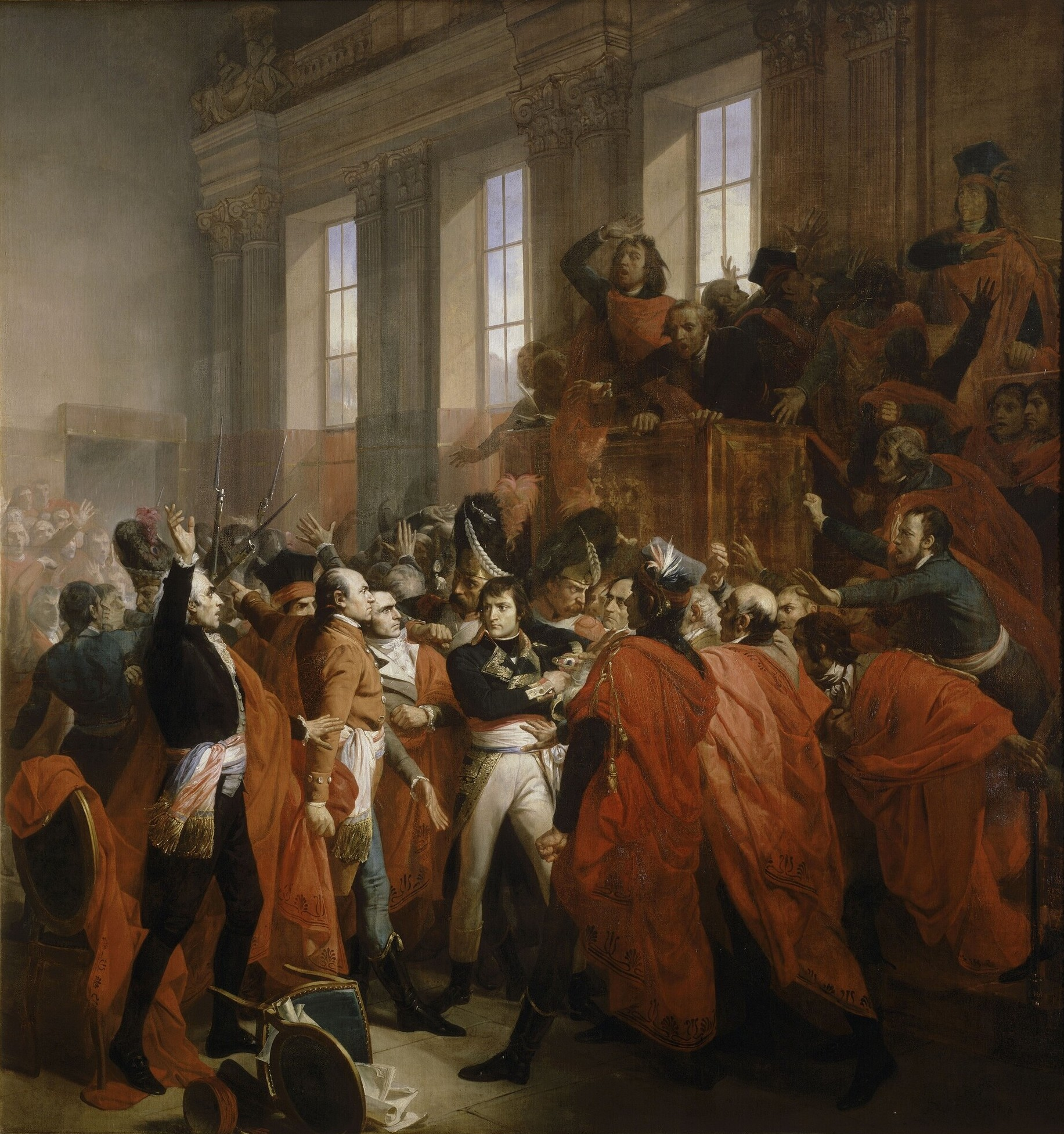
Il generale Bonaparte al Consiglio dei Cinquecento

Malgrado le molte cautele, in pochi anni il sistema del Direttorio si dimostrò fallimentare. Le molteplici precauzioni e garanzie portarono in effetti all'eccesso contrario: un governo disarmato, estremamente instabile e dunque imbelle. Va tuttavia riconosciuto al governo del Direttorio l'avere contribuito al risanamento delle finanze del Paese.
Napoleone trovò quindi una strada spianata. Il sistema direttoriale permise, in poco più di un lustro, a quello che era in sostanza un parvenu, creato come politico dalla rivoluzione e da Paul Barras che ne usò finché poté l'abilità militare e la forza repressiva, di sfruttare appieno i propri incredibili successi militari nella Campagna d'Italia; il proprio conseguente e immenso prestigio ricavato fu usato da Bonaparte per aprirsi, senza eccessivi ostacoli, la strada del consolato e la dittatura, e poi per porsi sul capo la corona di imperatore. 
Con il colpo di Stato del 18 brumaio dell'anno VIII (9 novembre 1799) Napoleone pose fine infatti all'esperienza del Direttorio, esautorando Barras con l'aiuto di altri politici direttoriali e di suo fratello Luciano Bonaparte; il Direttorio fu sostituito da un consolato di tre membri e il Consiglio dei Cinquecento fu sciolto, così come quello degli Anziani, sostituiti da un Corpo legislativo e da un Senato, con l'aggiunta di un Tribunato. Napoleone deteneva in realtà il controllo di tutte queste istituzioni, essendo detentore di un potere personale che nessuno aveva dal 1789. Tuttavia proprio grazie a Napoleone che il governo di tipo direttoriale venne esportato fuori dai confini francesi, nelle altre repubbliche satelliti che si andarono formando sull'onda dei successi dell'esercito rivoluzionario.
Caso più tipico di questo processo è la Repubblica Elvetica, stato satellite creato da Napoleone nel 1798 dopo l'invasione della Svizzera, la cui Costituzione prevedeva che il governo fosse assicurato - come in Francia - da un direttorio di cinque membri, affiancati da ministri che ne eseguivano le direttive; come già segnalato, questo esempio del modello direttoriale è l'unico a sopravvivere ancora oggi, essendo stato poi adottato e conservato nelle successive costituzioni cantonali prima e poi in quelle confederali svizzere a partire dal 1848. Ciò che distingue il modello direttoriale dal modello parlamentare è che il parlamento non può togliere la fiducia al governo, i membri del governo (il direttorio) rimangono in carica fino alla scadenza naturale del mandato, realizzando una separazione totale tra potere esecutivo e legislativo. Il Direttorio svizzero ha comunque un Presidente a rotazione con funzione puramente rappresentativa, ma il potere di governo è esercitato collettivamente..

## Eventi politici principali

### Eventi introduttivi
- Convenzione termidoriana
- Colpo di Stato del 9 termidoro (1794)
- Insurrezione del 12 germinale anno III (1795)
- Insurrezione del 1º pratile anno III (1795)
- Insurrezione del 13 vendemmiaio anno IV (1795)

### Legislazione fondativa
- Costituzione francese del 1795
- Codice penale francese del 1795

### Elezioni
- Elezioni legislative in Francia del 1795
- Elezioni legislative in Francia del 1797
- Elezioni legislative in Francia del 1798
- Elezioni legislative in Francia del 1799

### Colpi di Stato
- Colpo di Stato del 18 fruttidoro (1797)
- Legge del 22 fiorile anno VI (1798)
- Colpo di Stato del 30 pratile (1799)
- Colpo di Stato del 18 brumaio (1799)

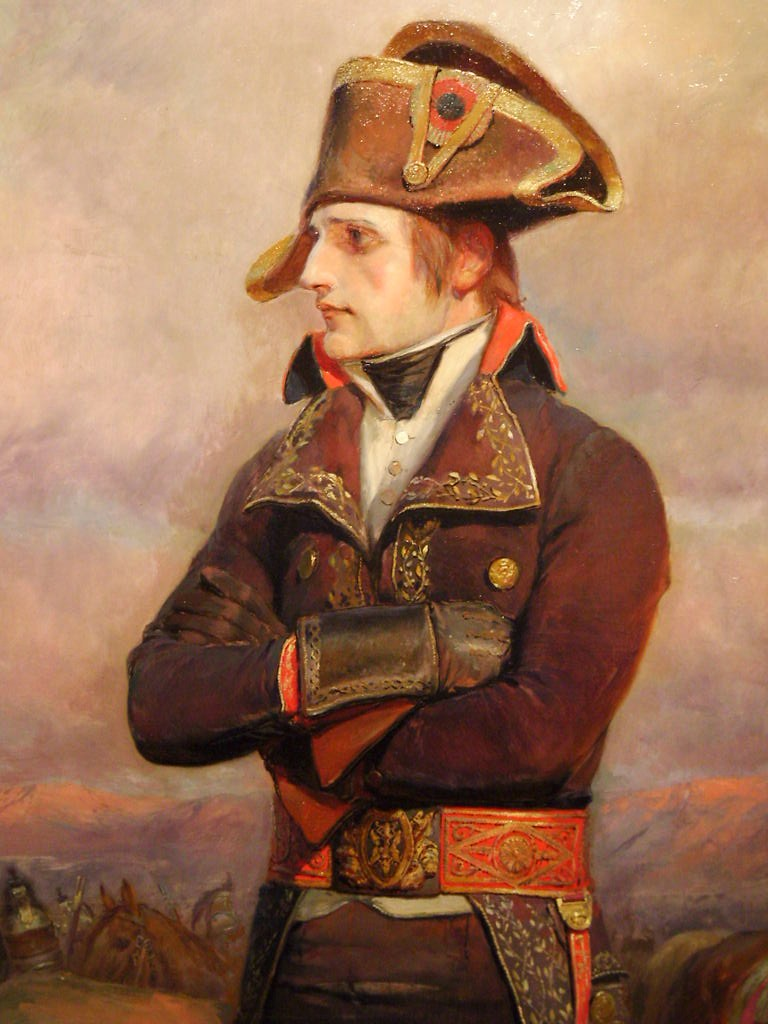
Napoleone Bonaparte al tempo della prima Campagna d'Italia

### Guerre
- Guerre di Vandea (seconda e terza)
- Guerre rivoluzionarie francesi (ultima fase)
- Guerre napoleoniche (prima fase)
- Campagna d'Italia (1796-1797)
- Campagna d'Egitto
- Repubbliche sorelle

## Cultura di massa
- Lo sceneggiato italiano del 1964 I grandi camaleonti narra del periodo del Direttorio e dell'ascesa al potere di Napoleone.